# Марк ван дер Лінден
Марк ван дер Лінден (нід. Marc Van Der Linden, нар. 4 лютого 1964, Антверпен) — бельгійський футболіст, що грав на позиції нападника.
Виступав, зокрема, за «Антверпен» та «Андерлехт», ставши у складі останнього чемпіоном Бельгії, а також національну збірну Бельгії, разом з якою брав участь у чемпіонаті світу 1990 року.

## Клубна кар'єра
Вихованець клубу «Мерксем». У дорослому футболі дебютував 1982 року виступами за команду «Антверпен», в якій провів сім сезонів, взявши участь у 211 матчах чемпіонату. Більшість часу, проведеного у складі «Антверпена», був основним гравцем атакувальної ланки команди, забивши 85 голів у чемпіонаті.
1989 року Марк перейшов у «Андерлехт». У першому сезоні він був основним нападником, забивши 15 голів у 33 грі чемпіонату, але потім втратив місце в основі. У 1991 році Марк виграв чемпіонат Бельгії, після чого перейшов у «Гент», де виступав упродовж трьох сезонів.
У сезоні 1994/95 виступав в Ізраїлі за клуби «Хапоель Іроні» (Рішон-ле-Ціон) та «Маккабі» (Герцлія).
Завершив професіональну ігрову кар'єру на батьківщині у команді другого дивізіону «Беєрсхот», за яку виступав протягом 1995—1997 років, після чого ще тривалий час грав за невеликі аматорські команди.

## Виступи за збірну
31 травня 1983 року дебютував в офіційних іграх у складі національної збірної Бельгії у товариському матчі проти збірної Франції (1:1). 19 січня 1988 року у товариському поєдинку проти збірної Ізраїлю (3:2) Марк забив свій перший гол за збірну. 1 червня 1989 року в матчі відбору до чемпіонату світу 1990 року проти збірної Люксембургу (5:0) ван дер Лінден зробив покер. Загалом забивши 7 голів Марк разом із корейцем Хван Сон Хоном став найкращим бомбардиром відбору.
У складі збірної був учасником чемпіонату світу 1990 року в Італії. На турнірі він зіграв у матчах проти збірних Південної Кореї (2:0) та Іспанії (1:2), при цьому гра з іспанцями 21 червня стала останньою для Марка у футболці збірної. Загалом протягом кар'єри у національній команді, яка тривала 8 років, провів у її формі 19 матчів, забивши 9 голів.

## Титули і досягнення
- Чемпіон Бельгії (1):

«Андерлехт»: 1990/91